# Dwórzno (Górowo Iławeckie)
Dwórzno (deutsch Hoofe) ist ein Dorf in der polnischen Woiwodschaft Ermland-Masuren und gehört zur Landgemeinde Górowo Iławeckie (Landsberg) im Powiat Bartoszycki (Kreis Bartenstein), bis 1945 zum Kreis Preußisch Eylau in Ostpreußen.

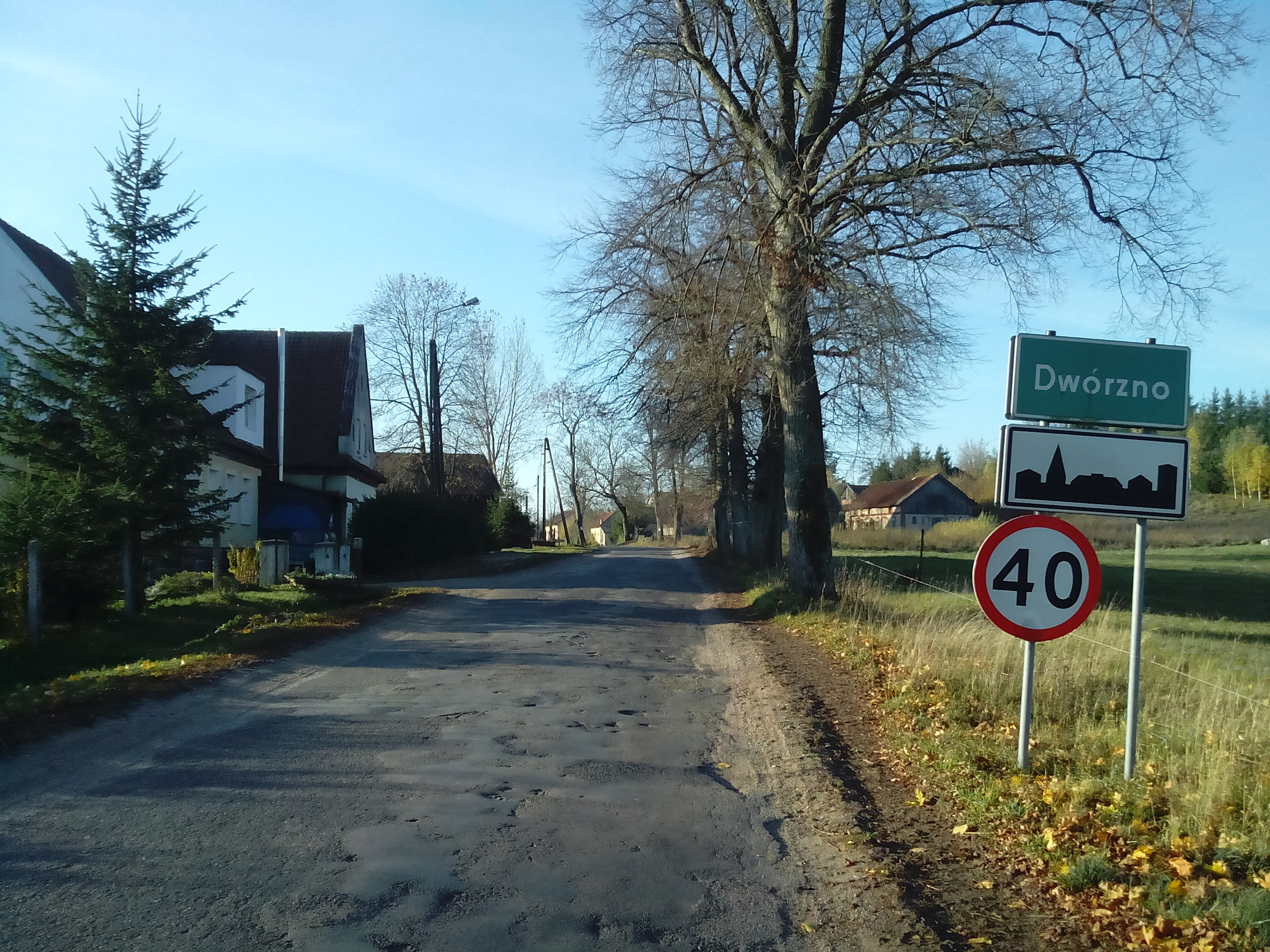
Ortseinfahrt von Dwórzno

## Geographische Lage
Dwórzno liegt im Nordwesten der Woiwodschaft Ermland-Masuren, 18 Kilometer südwestlich der ehemaligen und heute auf russischem Staatsgebiet gelegenen Kreisstadt Preußisch Eylau (russisch Bagrationowsk) bzw. 23 Kilometer westlich der jetzigen Kreismetropole Bartoszyce (deutsch Bartenstein).

## Geschichte

### Ortsgeschichte
Das seinerzeitige kleine Dorf Hoff (erst nach 1785 Hoofe genannt) wurde um 1340 gegründet. Nach 1830 gehörte das Gut Ludwigshof (polnisch Suszyna) dazu.
Als 1874 der Amtsbezirk Glandau (polnisch Glądy) im ostpreußischen Kreis Preußisch Eylau, Regierungsbezirk Königsberg, errichtet wurde, gehörte die Landgemeinde Hoofe von vornherein dazu. Im Jahre 1910 zählte Hoofe 597 Einwohner.
Am 16. Januar 1929 kam es zu einem Gebietsaustausch zwischen Hoofe und der Landgemeinde Glandau. Am 30. September 1928 dann wechselte die Exklave Gemarkung Hoofe aus dem Gutsbezirk Groß Peisten (polnisch Piasty Wielkie) in die Landgemeinde Hoofe.
Die Einwohnerzahl Hoofes belief sich 1933 auf 531 und 1939 auf 519.
Im Zusammenhang der Abtretung des gesamten südlichen Ostpreußen 1945 an Polen erhielt Hoofe die polnische Namensform „Dwórzno“. Heute ist das Dorf eine Ortschaft im Verbund der Gmina Górowo Iławeckie (Landgemeinde Landsberg) im Powiat Bartoszycki (Kreis Bartenstein), von 1975 bis 1998 der Woiwodschaft Olsztyn, seither der Woiwodschaft Ermland-Masuren zugeordnet. Dwórzno hatte im Jahre 201 210 Einwohner.

### Schlacht bei Hoff (Hoofe)

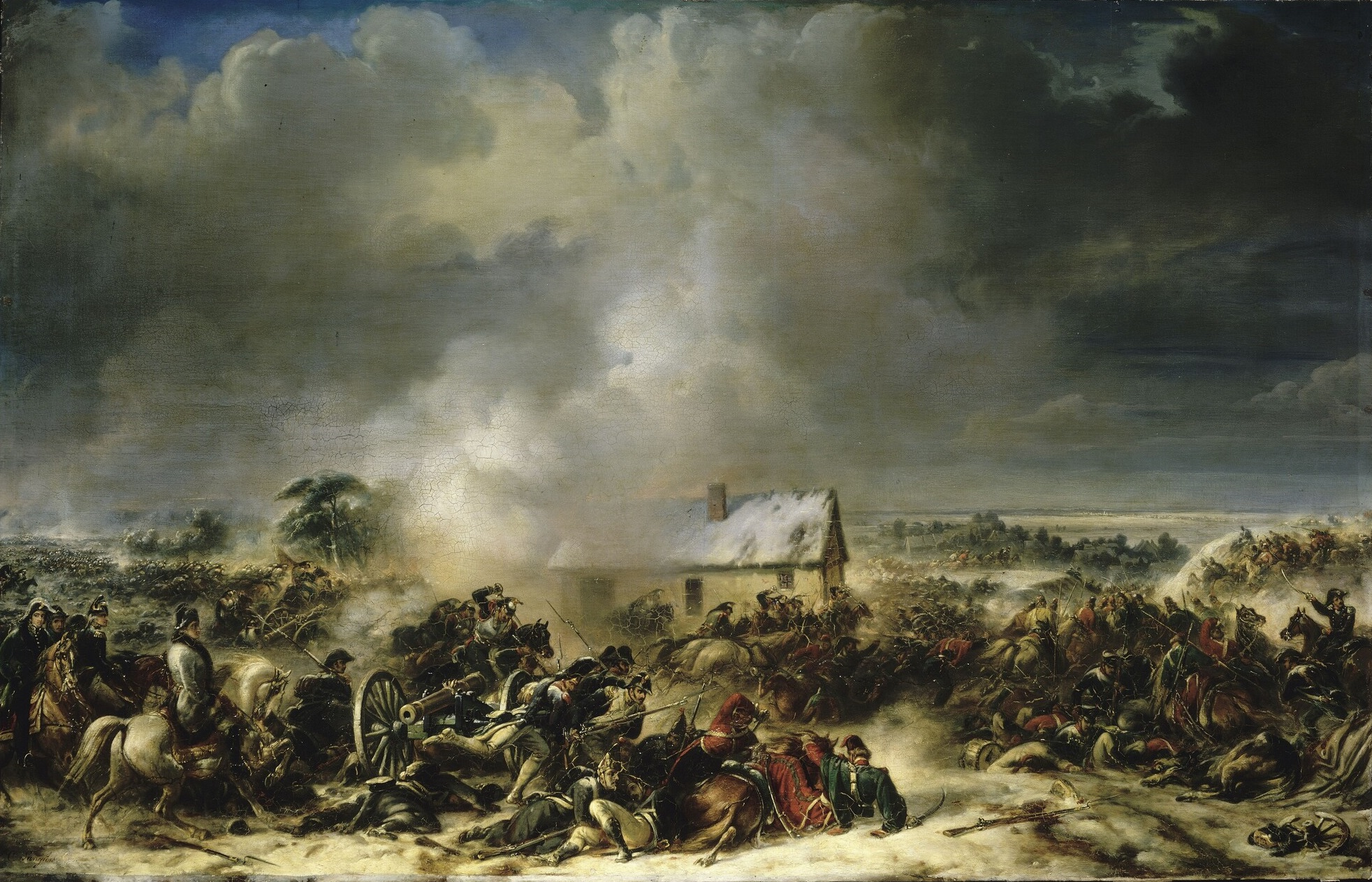
Die „Schlacht bei Hoff“ am 6. Februar 1807, Gemälde von Jean-Charles Langlois

Das Dorf Hoofe (fremdsprachlich auch oft „Hoff“ genannt) war am 6. Februar 1807 Schauplatz einer militärischen Auseinandersetzung zwischen russischen und französischen Truppen Napoleons. Sie fand im Rahmen der Schlacht bei Preußisch Eylau statt. Bei Hoofe verloren zweitausend Soldaten beider Nationen ihr Leben.

## Religion
Hoofe war bis 1945 in das Kirchspiel der evangelischen Kirche Groß Peisten (polnisch Piasty Wielkie) in der Kirchenprovinz Ostpreußen der Kirche der Altpreußischen Union eingegliedert. Die römisch-katholischen Einwohner Hoofes gehörten wie auch heute die Einwohner Dwórznos zur Pfarrei in Landsberg (Górowo Iławeckie) im jetzigen Erzbistum Ermland.

## Verkehr

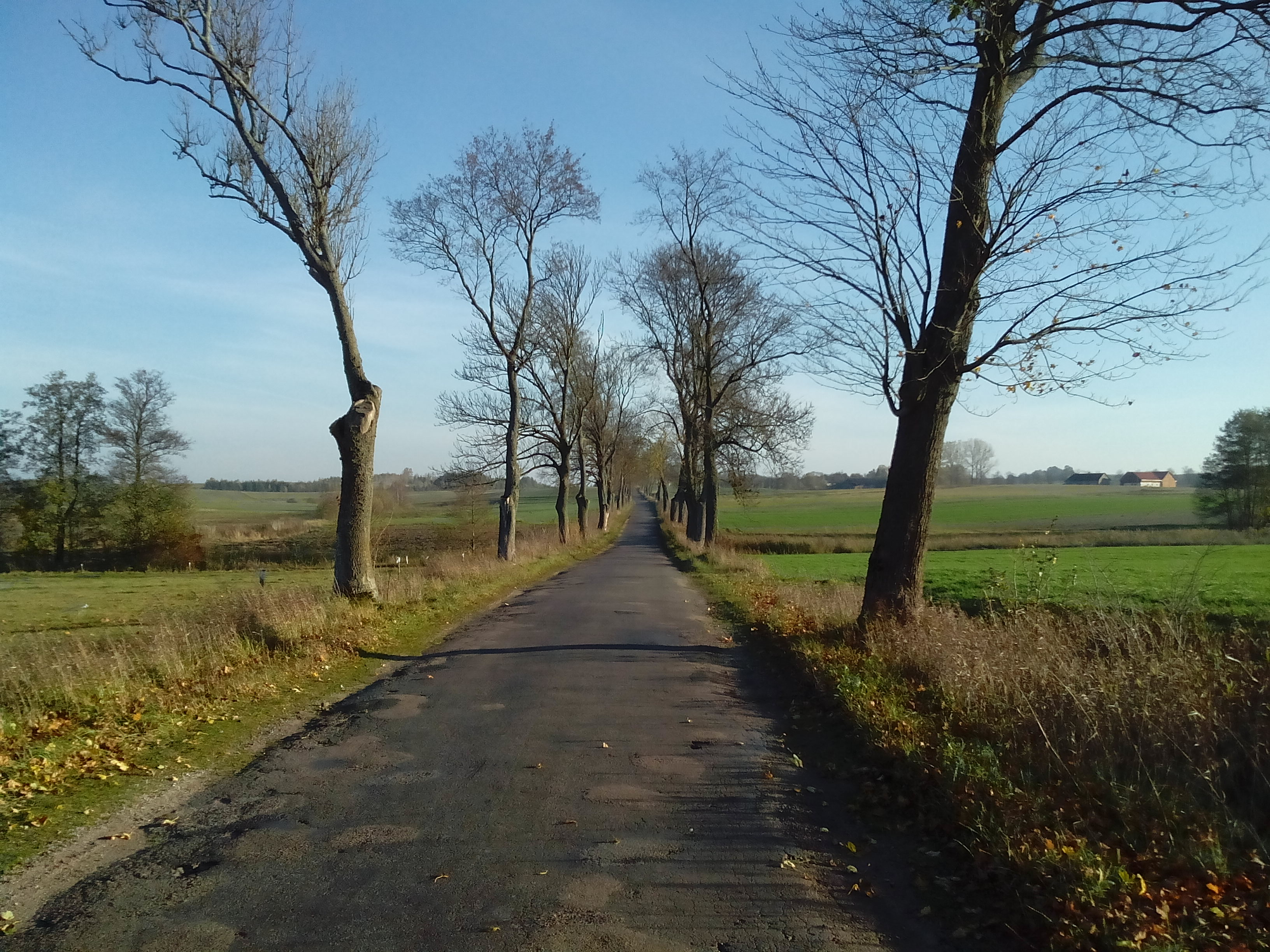
Straße bei Dwórzno (mit Blick aus der Angriffsrichtung der französischen Truppen im Jahre 1807)

Dwórzno liegt an einer Nebenstraße, die die Woiwodschaftsstraße 512 bei der Stadt Górowo Iławeckie (Landsberg) mit der Woiwodschaftsstraße 513 (frühere deutsche Reichsstraße 142) bei Babiak (Frauendorf) verbindet. Eine aus südlicher Richtung eintreffende Straße von Janikowo (Hanshagen) endet in Dwórzno.
Eine Bahnanbindung wie vor 1945 über Landsberg besteht nicht mehr.